# عهدنامه ترکمانچای

مرز ایران و روسیهٔ تزاری پیش از پیمان نامهٔ گلستان (این نقشه دقیق نیست و نیمه غربی گرجستان و حدود ۱۵ هزار کیلومتر مربع از شمال داغستان و چچن و اینگوش را شامل نمی‌شود) - در نتیجه این عهدنامه ایران حدود ۲۲۰ هزار کیلومتر مربع از سرزمین خود (وسعت خاکی) به همراه ۱۳۶۰ کیلومتر خط ساحلی در دریای کاسپین (۱۲۰ تا ۱۵۰ هزار کیلومتر مربع وسعت آبی) و ۳۱۰ کیلومتر خط ساحلی در دریای سیاه (۲۰ هزار کیلومتر مربع وسعت آبی) خود را از دست بدهد.

عهدنامهٔ ترکمانچای، پیمانی است که در روز پنجشنبه، ۱ اسفند ۱۲۰۶ خورشیدی (۵ شعبان ۱۲۴۳ قمری) مطابق با ۲۱ فوریه ۱۸۲۸ میلادی در پی جنگ‌های ایران و روسیه در دوره قاجار بین این دو کشور در قریه ترکمانچای امضا شد. برای امضای این پیمان از سوی فتحعلی‌شاه پادشاه ایران، میرزا ابوالحسن خان شیرازی و الله‌یار خان آصف‌الدوله و از سوی امپراتور روسیه ایوان پاسکویچ حضور داشتند. برپایهٔ این قرارداد، سه ایالت دیگر قفقاز، یعنی ایروان، نخجوان و بخش‌های دیگری از تالش زیر سلطهٔ روس‌ها قرار گرفت، حاکمیت ایران بر دریای خزر محدودتر شد و مردم ایران ناچار از پذیرش کاپیتولاسیون (قضاوت کنسولی) گردیدند. بدین‌سان، میان مردم قفقاز و دیگر مردم ایران، دیوار جدایی برپا شد.
در عهدنامه ترکمانچای در مجموع حدود ۳۰ هزار کیلومتر مربع دیگر شامل حدود ۲۰ هزار کیلومتر مربع از ارمنستان امروزی، حدود ۵ هزار کیلومتر مربع از ترکیه امروزی شامل کوه‌های آرارات و شهر ایغدیر که در آن زمان بخشی از خانات ایروان بود و حدود ۵ هزار کیلومتر مربع از جمهوری آذربایجان امروزی «شامل تالش شمالی یعنی شهرستان لریک و نخجوان» از ایران جدا شدند. به مجموع مناطق جدا شده طی این دو عهدنامه، هفده شهر قفقاز (هفده ولایت قفقازی ایران) می‌گویند. در مجموع این دو عهدنامه حدود ۲۵۰ هزار کیلومتر مربع از سرزمین ایران جدا گشت و به روسیه ملحق شد. سرزمین‌های جدا شده از ایران در این قرارداد، امروز بخشی از ارمنستان، جمهوری آذربایجان و ترکیه هستند.
این معاهده پس از عهدنامه گلستان و به دنبال شکست ایران در جنگ در قفقاز جنوبی و آذربایجان امضا شد و طی آن برخی قلمروهای دولت قاجار در قفقاز شامل خانات ایروان و نخجوان از حکومت ایران سلب و به روسیه واگذار شد. ایران حق کشتیرانی در دریای خزر را از دست داد و ملزم به پرداخت ۱۰ کرور تومان به عنوان غرامت به روسیه شد. این معاهده به جنگ‌های ایران و روسیه در دوره قاجار پایان داد و دولت روسیه متعهد شد که از پادشاهی ولیعهد وقت عباس میرزا حمایت کند.

## پیش‌زمینه
پس از عهدنامه گلستان، دوره دوم جنگ‌های ایران و روسیه آغاز شد. در این زمان جنگ گنجه مهم‌تر از همه می‌نمود. عباس میرزا فرمانده سپاه ایران با حرکت به سوی گنجه در این منطقه سنگر گرفت. در این میان ایوان پاسکویچ فرمانده سپاه روس نیز خود را به این منطقه رساند. ابتدا عباس میرزا به دلیل برخی آشفتگی‌ها در سپاه خود خواست که جنگی اتفاق نیفتد اما تلاش او مؤثر نیفتاد و جنگ وسیعی در این منطقه درگرفت. در پایان سپاه روس فاتح میدان شد. عباس میرزا سرانجام در ناحیه ترکمانچای خواست که جلوی پاسکوویچ را بگیرد اما در آنجا نیز شکست خورد و سرانجام مجبور شد که شرایط صلح را بپذیرد. در این میان پاسکوویچ که خود را مغرور از فتح جنگ می‌دید برای سپاه ایران ضرب الاجلی تعیین کرد و گفت چنانچه تا پنج روز تکلیف صلح مشخص نشود، عازم تهران خواهد شد. در این میان شاه، سرانجام تن به امضای عهدنامه ترکمانچای داد. این عهد نامه ۱۴ سال پس از عهدنامه گلستان منعقد گردید.

## مفاد این عهدنامه

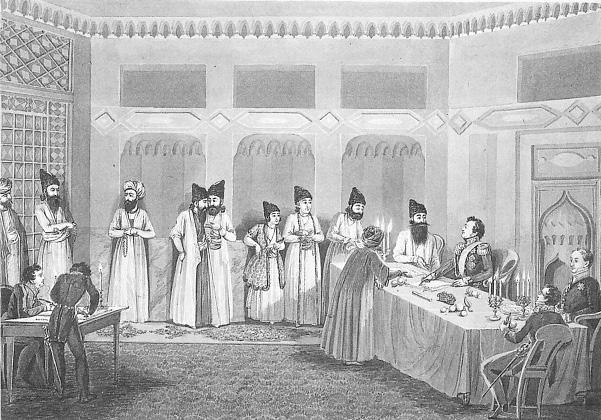
صحنه امضای عهدنامه به قلم نقاشی روس

1. واگذاری خانات ایروان و نخجوان به دولت روسیه (بر اساس این ماده تمام سرزمین‌های ایرانی شمال رود ارس به تصرف روسیه در آمد.)
2. پرداخت ده کرور تومان (پنج میلیون تومان) به‌طور اقساط از طرف ایران به روسیه به عنوان غرامت جنگی.
3. اجازه عبور و مرور آزاد به کشتی‌های تجاری روسی در دریای خزر و انحصار عبور و مرور کشتی‌های جنگی به روسیه.
4. رضایت به انعقاد یک عهدنامه تجاری بین ایران و روسیه و حق اعزام کنسول و نمایندگان تجاری برای هر دو طرف به هر منطقه از مناطق طرفین که دولت متبوعه لازم بداند.
5. حمایت روسیه از ولیعهدی عباس میرزا و کوشش در به سلطنت رساندن وی پس از مرگ شاه.
6. استرداد اسرای طرفین.
7. اعطای حق قضاوت کنسولی به اتباع روسیه.
8. محرومیت داشتن کشتی جنگی توسط ایران در دریای خزر

## مناطق جداشده از ایران در عهدنامهٔ ترکمانچای
خانات ایروان و نخجوان که شهر ایغدیر و کوه‌های آرارات هم بخشی از آن بود که بعدها ترکیه در شهریور ۱۲۹۹ خورشیدی طی جنگ از روسیه بخشی از آن را تصرف کرد و اکنون جز ترکیه است.
با انطباق نقشه طی یک تخمین با تقریب درست، می‌توان گفت که در طی عهدنامه گلستان در مجموع حدود ۲۲۰ هزار کیلومتر مربع شامل حدود ۲۰ هزار کیلومتر مربع از چچن و اینگوش امروزی، حدود ۵۰ هزار کیلومتر مربع از داغستان امروزی، حدود ۸۰ هزار کیلومتر مربع از جمهوری آذربایجان امروزی، حدود ۱۰ هزار کیلومتر مربع از ارمنستان امروزی و حدود ۶۸ هزار کیلومتر مربع از گرجستان امروزی از ایران جدا شد. همچنین در عهدنامهٔ ترکمانچای در مجموع حدود ۳۰ هزار کیلومتر مربع دیگر شامل حدود ۲۰ هزار کیلومتر مربع از ارمنستان، حدود ۵ هزار کیلومتر مربع از ترکیه امروزی شامل کوه آرارات و شهر ایغدیر که در آن زمان بخشی از خانات ایروان بود و حدود ۵ هزار کیلومتر مربع از جمهوری آذربایجان امروزی (شامل تالش شمالی یعنی شهرستان لریک و نخجوان) از ایران جدا شدند. به مجموع مناطق جدا شده طی این دو عهدنامه، هفده شهر قفقاز (هفده ولایت قفقازی ایران) می‌گویند. در مجموع این دو عهدنامه حدود ۲۵۰ هزار کیلومتر مربع از سرزمین ایران جدا گشت و به روسیه ملحق شد.

## هفده شهر قفقاز (هفده ولایت قفقازی ایران)

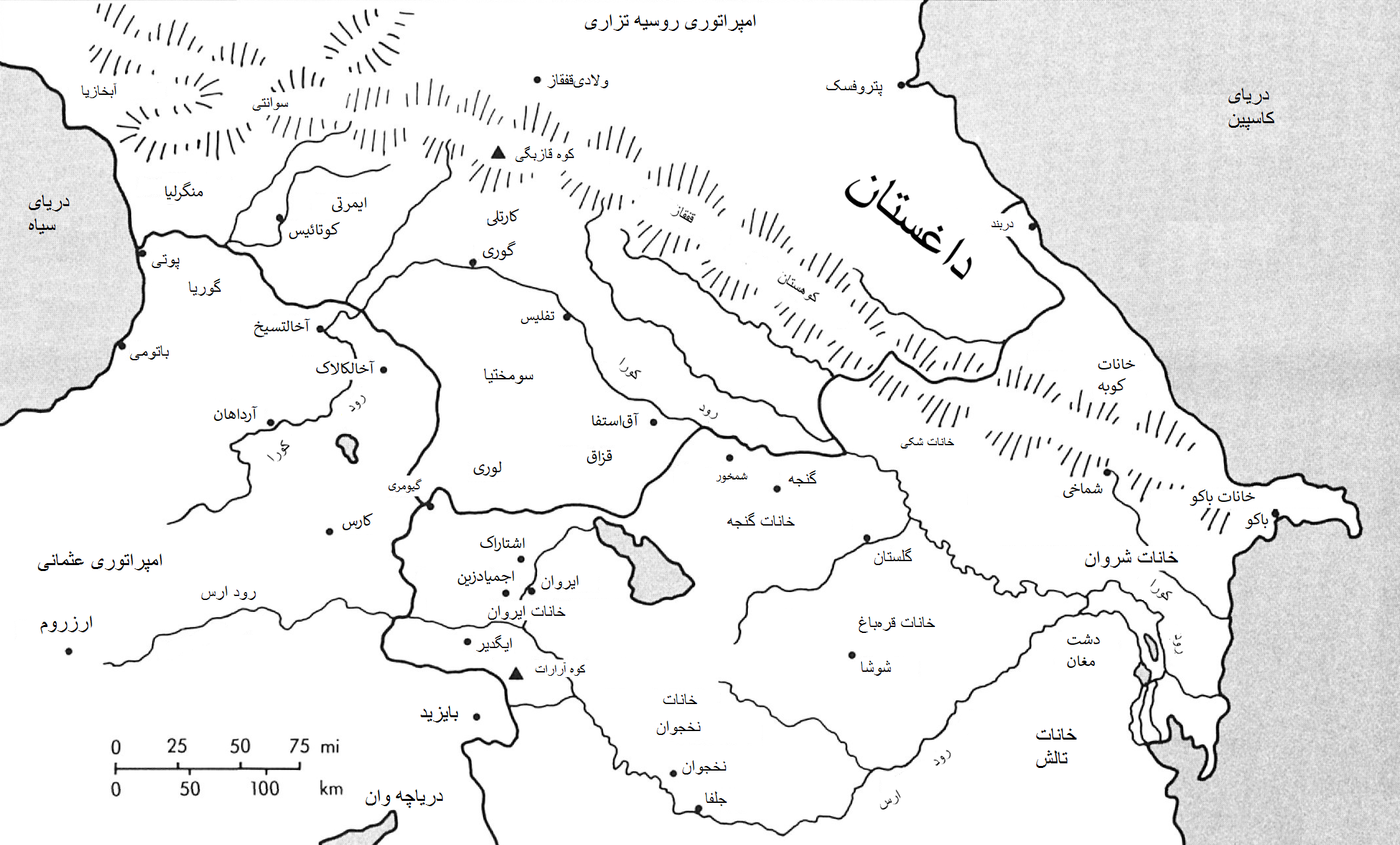
نقشه قفقاز در اوایل قرن نوزدهم میلادی

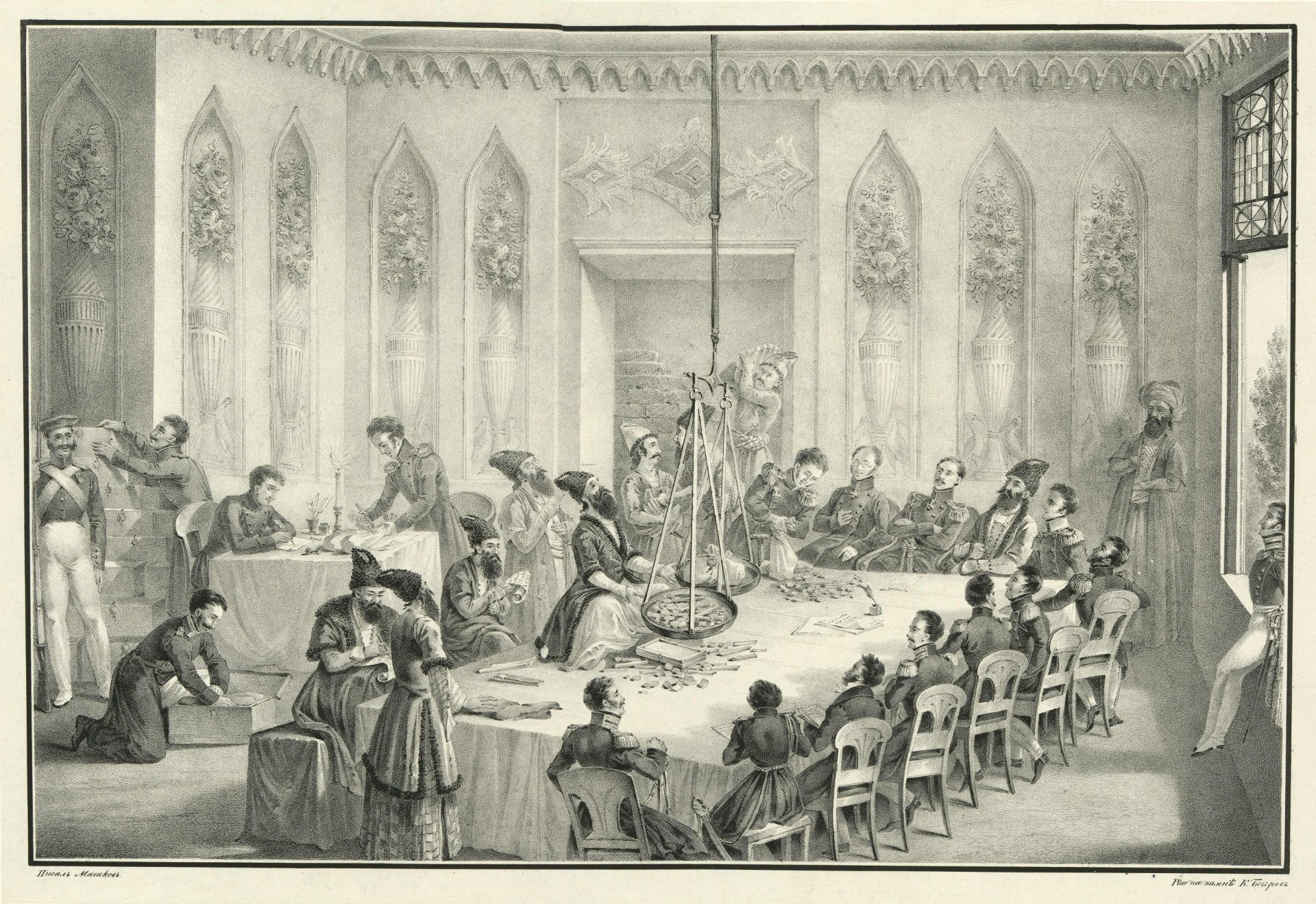
پرداخت غرامت از سوی ایران به روسیه در تبریز (اثر کارل بگروف ۱۸۲۸)

به‌طور دقیق هفده ولایت قفقازی ایران بدین شرح است:
قرارداد گلستان (۲۰ مهرماه ۱۱۹۲ خورشیدی): این قرارداد به‌دنبال جنگ‌های ده‌سالهٔ روسیه علیه ایران، بر ملت ما تحمیل شد. بر پایهٔ عهدنامه گلستان، چهارده ایالت و ولایت قفقاز، از دیگر سرزمین‌های مشترک جدا افتاده و زیر سلطهٔ روسیهٔ تزاری قرار گرفت. ایالت‌ها و ولایت‌های چهارده‌گانهٔ مزبور عبارت بودند از: ایالت گنجه و قره‌باغ، ولایت‌های شکی، شیروان، قبه، دربند، بادکوبه، داغستان و گرجستان و محلات شوره‌گل، آچوق‌باشی، گروزیه، منگریل و آبخاز قفقاز. افزون بر این، بخشی از سرزمین طالش نیز به تصرف روس‌ها، درآمد و حاکمیت بدون منازع ایران بر دریای مازندران، خدشه‌دار شد. قرارداد ترکمانچای (یکم اسفندماه ۱۲۰۶ خورشیدی): به‌دنبال جنگ‌های سه‌سالهٔ ایران و روسیه
، قرارداد ترکمان‌چای بر مردم ایران تحمیل شد. برپایهٔ این قرارداد، سه ایالت دیگر قفقاز، یعنی ایروان، نخجوان و بخش‌های دیگری از تالش نیز به روس‌ها واگذار گردید، حاکمیت ایران بر دریای مازندران محدودتر شد و مردم ایران ناچار از پذیرش کاپیتولاسیون (قضاوت کنسولی) گردیدند. بدین‌سان، میان مردم قفقاز و دیگر مردم ایران، جدایی افتاد.

### گلستان
- عهدنامهٔ گلستان:

1. ایالت گنجه
2. ایالت قره‌باغ
3. ولایت شکی
4. ولایت شیروان
5. ولایت قبه
6. ولایت دربند (خانات دربند)
7. ولایت بادکوبه
8. ولایت داغستان (حدود ۷۰ درصد داغستان امروزی)
9. ولایت گرجستان (نیمهٔ شرقی گرجستان)
10. محال شوره‌گل
11. محال آچوق‌باشی (ولایت ایمرتی یا باش‌آچوق در غرب گرجستان. مسلمانان ولایت ایمرتی در گرجستان غربی را که مرکزش کوتائیس بود، به نام باش آچوق (به زبان ترکی یعنی سر برهنه) می‌خواندند زیرا مردم این دیار سر خود را تنها با یک باشلق می‌پوشاندند)
12. محال گروزیه (کورنه) شامل چچن و اینگوش امروزی[۳]
13. محال منگریل (منکریل)
14. محال آبخاز و سامگرلو (مرگالیا) و گوریا (غرب گرجستان)

- افزون بر آن، بخشی از سرزمین تالش (خانات تالش) نیز به تصرف روس‌ها درآمد (هرجا از ولایت تالش را که بالفعل در تصرف روسیه بود) و حاکمیت بدون منازع ایران بر دریای مازندران، خدشه‌دار شد.

### ترکمانچای
- عهدنامهٔ ترکمانچای:

1. خانات ایروان
2. خانات نخجوان
3. خانات تالش (بخش‌های بیشتری نسبت به عهدنامهٔ گلستان به تصرف روسیه درآمد)

## تلاش ایران برای لغو
پس از اینکه انقلاب اکتبر در روسیه به پیروزی رسید، لنین برای اثبات حسن نیت خود نسبت به ملت‌های ضعیف جهان الغای تمام امتیازات استعماری دولت تزاری پیشین را اعلام کرد. دولت نجفقلی صمصام‌السلطنه نیز از این فرصت استفاده کرد و در ۴ مرداد ۱۲۹۷ ه‍.ش (۲۷ ژوئیهٔ ۱۹۱۸ م) در مصوبه‌ای الغای معاهدهٔ ترکمانچای و دیگر امتیازات واگذارشده به دولت روسیهٔ تزاری را اعلام کرد که این اقدام شامل لغو امتیاز کاپیتولاسیون برای اتباع روسیه نیز می‌شد. دولت ایران چند روز بعد مصوبه‌ای برای لغو امتیاز کاپیتولاسیون برای کشورهای دیگر نیز صادر کرد چرا که چند کشور دیگر نیز پیش از این بر اساس معاهده‌هایی تحت عنوان دولت کامله‌الوداد از امتیاز کاپیتولاسیون مطابق قرار داد ترکمانچای برخوردار شده بودند. با لغو عهدنامهٔ ترکمانچای منطقاً این بخش از این معاهده‌ها نیز باید ملغی می‌شد. مصوبهٔ دوم همان‌طور که انتظار می‌رفت توسط دولت بریتانیا رد شد.

## پس از جنگ جهانی اول
پس از فروپاشی روسیهٔ تزاری و در پایان جنگ جهانی اول در سال ۱۹۱۸، در هنگام برگزاری کنفرانس صلح پاریس، تلگراف‌های زیادی از سوی مردم مناطق جداشده در عهدنامه‌های گلستان و ترکمانچای به تهران و پاریس فرستاده شد. مردم در تلگراف‌ها به دولت ایران و کنفرانس صلح پاریس، تقاضا کردند که دو قرارداد گلستان و ترکمانچای لغو بشود و آن سرزمین‌ها و مردمان‌شان به مالکیت ایران بازگردند.

## در دورهٔ شوروی
عباس جوادی معتقد است که روایت رسمی این عهدنامه در دورهٔ اتحاد جماهیر شوروی و پس از فروپاشی، با روایت تاریخ رسمی پیش از فروپاشی روسیهٔ تزاری متفاوت بود. او می‌گوید:
در زمان شوروی اینگونه روایت می‌شد که مردم منطقهٔ قفقاز از سیستم فئودالی و خانی‌گری و همچنین از عقب‌ماندگی و تعصب مذهبی حاکمیت ایران خسته شده بودند و خودشان خواهان پیوستن به روسیه بودند؛ بنابراین وقتی روس‌ها آمدند، آن‌ها هم استقبال کردند و به روسیه پیوستند.— عباس جوادی، 

## بازتاب این عهدنامه در کشورهای ذی‌نفع

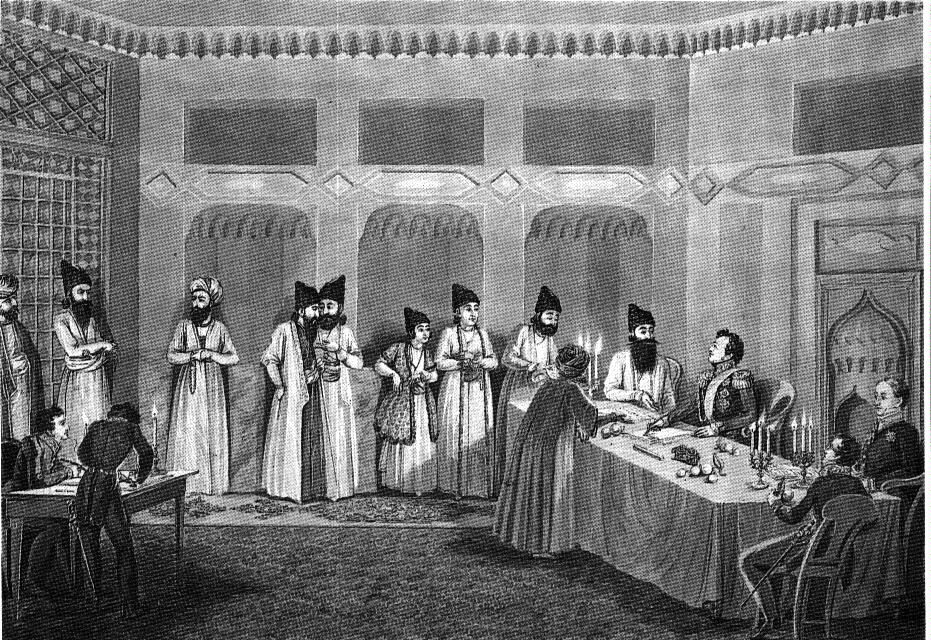
عهدنامه ترکمنچای

در حالی‌که در ایران این عهدنامه «ننگین» تلقی می‌شود باید در نظر داشت در شرایط شکست ارتش ایران از روسیه چاره‌ای جز قبول شرایط این عهدنامه نبوده‌است و در صورت عدم پذیرش شرایط، چه بسا که شهرهای دیگری از ایران نیز به تصرف سپاه روس درمی‌آمد؛ بنابراین شکست از سپاه روس و پیش از آن تصمیم به آغاز جنگ بعد از شکست و قبول عهدنامهٔ گلستان و حتی شروع جنگ اول با روس‌ها در شرایطی که ایران توان مقابله با سپاه روس را نداشت، تصمیماتی به مراتب ننگین‌تر بودند.

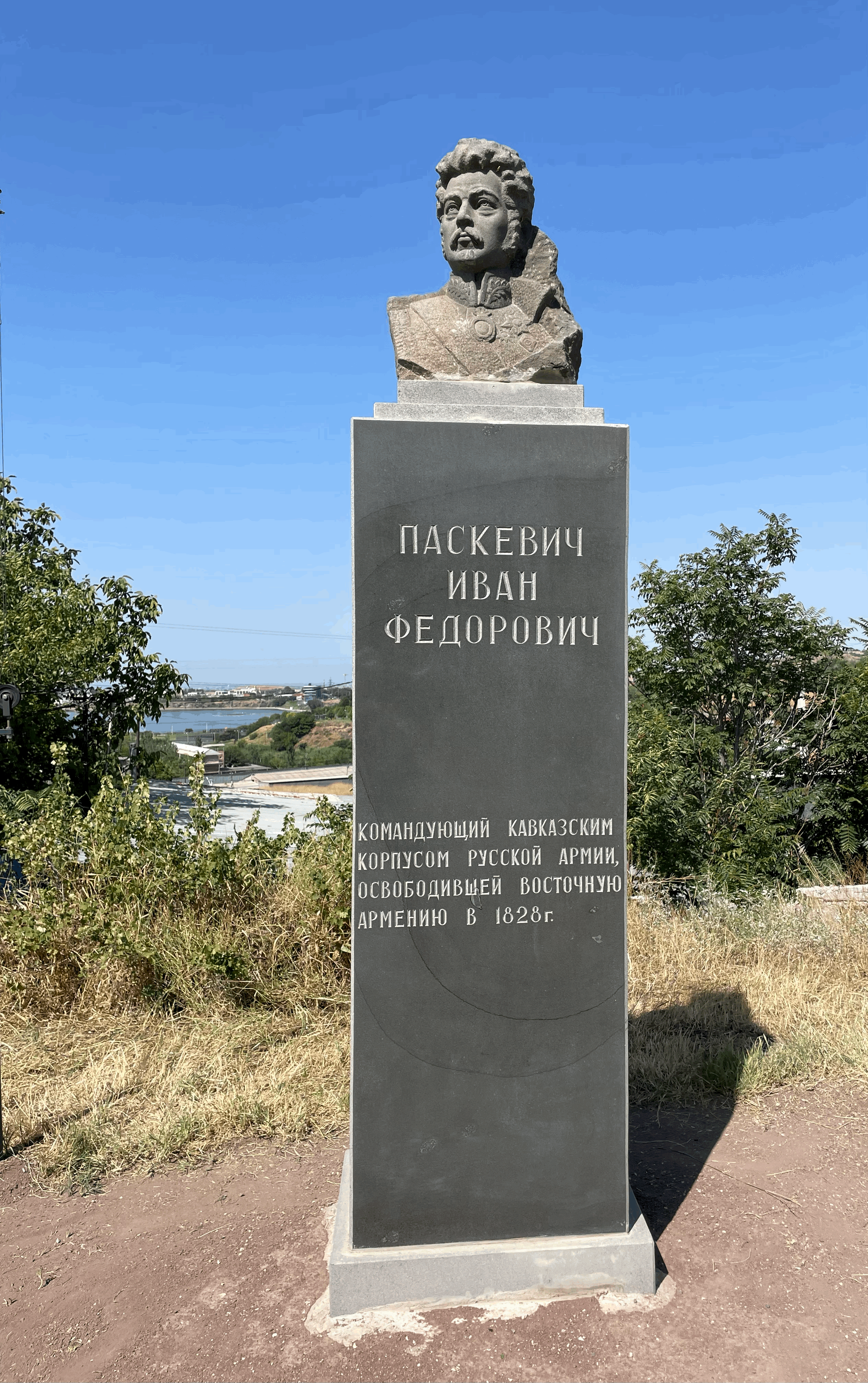
مجسمهٔ ژنرال ایوان پاسکویچ بر فراز تپه پاسکویچ در ایروان

روس‌ها با افتخار از این عهدنامه یاد می‌کنند به‌طوری‌که در ۱۷۵مین سالگرد امضای این معاهده، با همکاری سازمان دوستی ارمنستان و روسیه بر فراز «تپهٔ پاسکویچ» در ایروان مجسمهٔ ژنرال ایوان پاسکویچ فرماندهٔ سپاه قفقازی ارتش روس و یکی از تدوین‌کنندگان این معاهدهٔ سرنوشت‌ساز برای مردم ارمنی که محاصره و تصرف قلعهٔ ایروان را فرماندهی می‌کرد، نصب شد.